# 여의도 문화방송 사옥
여의도 문화방송 사옥(한국 한자: 汝矣島 文化放送 社屋)은 서울특별시 영등포구 여의도에 위치했던 문화방송의 방송국 건물이었다. 1979년 9월 11일에 공사를 시작하여 1982년 3월 17일에 준공된 이 건물은 지상 10층, 옥탑 1층, 지하 2층 규모를 띠고 있었다.
MBC 여의도 사옥은 1985년까지 현재의 일산 사옥과 같이 방송용 스튜디오로 건설한 건물이여서 MBC 여의도 스튜디오 라는 명칭으로 불렸고 1986년에 사옥을 증축하여 MBC 여의도 사옥으로 명칭이 변경되었고 정동에 있던 방송 시설과 방송 장비가 모두 여의도로 이전하였다. 
그러다가 새로운 방송 장비, 방송 시설등이 도입됨에 따라 MBC에서는 기존의 여의도 사옥이 새로운 방송시대를 맞이하기는 면적이 좁고 부족한데다, 건물도 노후화되어 2010년에 상암동에 방송센터, 미디어센터, 경영센터를 모두 통합한 새 건물을 착공했고, '상암 신사옥'이 완공되었다. 2014년 8월 4일에 서울특별시 마포구 상암동 디지털미디어시티에 신사옥이 개장되면서 여의도 사옥의 기능은 그 곳으로 모두 이전되었다.
이에 따라 (구)여의도 MBC 사옥은 한동안 빈 건물로 남아 또 다시 예전처럼 방송용 스튜디오로만 사용되어 대표적으로 MBC 드라마 그녀는 예뻤다 등이 비어있는 여의도 사옥에서 촬영되었다.
이렇게 여의도 구 사옥이 스튜디오로 활용되던중 문화방송은 2017년 7월 24일에 여의도 구 사옥에 NH투자증권 컨소시엄에다 건설사 신영, GS건설이 참여하여 업무시설, 아파트 2개 동, 오피스텔 등 연면적 22만 제곱미터 규모의 복합 시설 4개 동인 여의도 브라이튼을 2022년 하반기까지 완공하기로 합의하였다.
한편, 2017년 10월 13일 문화방송의 대주주인 방송문화진흥회 이사장을 역임했던 고영주가 여의도 구 사옥 부지를 특정 사업가에게 매각하도록 종용했다는 주장이 나왔다. 
문화방송 노조는 방송통신위원회에 해임을 건의하고 검찰에 진정서를 제출하였다. 그리고 2017년 11월 2일 문화방송의 대주주인 방송문화진흥회가 이사회에서 불신임안이 통과시켜 고영주는 이사장직에서 해임되었다.
2018년 12월부터 본격 철거를 시작하여 (구)여의도 사옥 담장하고 야외 주차장에 있는 조형물과 나무들이 사라지고 본격적으로 여의도사옥 철거작업을 시작하고 있었다. 
2019년 초반, 중반에는 건물 상부의 철거 작업을 실시하고, 2019년 후반에는 건물 하부(지하주차장)까지 철거하여 (구)여의도 MBC 사옥은 역사속으로 완전히 사라지게 된다. 
(구)여의도 MBC 사옥이 있던 자리는 오피스텔, 사무공간, 주거공간등 주상복합 건물이 자리잡게 되며 이 중 한 건물의 일부를 MBC가 매입한다.
2019년 2월 11일에는 (구)여의도 MBC 사옥에서 수십년 동안 전파를 쏘아올리던 송신탑(안테나)을 철거하여 지상으로 내리는 상징적인 철거식을 진행했고 문화방송 관계자들도 이 행사에 참석하였다.
2019년 2월 12일, (구)여의도 MBC 사옥에 있던 모든 승강기가 정지되고, 현재는 국가승강기정보센터에 여의도 문화방송 사옥의 승강기 번호를 입력하면 나오지 않으며 역대 문화방송 사옥 중에서 유일하게 건물 형체가 온전히 남아 있지 않게 되었다.
2019년 7월 (구)여의도 MBC 사옥은 완전히 철거되었다. 이로써 문화방송 본사로서 지난 32년 동안 많은 프로그램들을 송출・제작하던 장소였던 여의도 MBC 사옥은 완전히 역사 속으로 사라졌다.
2019년 8월 해당 부지에 브라이튼 여의도 주상복합 건물이 착공되어 2023년 9월 완공되었다.

## 같이 보기
- 문화방송
- 문화방송 주조정실 점거 사건
- 파크원
- 현대백화점